# Pectinivalva anazona
Pectinivalva anazona là một loài bướm đêm thuộc họ Nepticulidae. Nó được tìm thấy dọc theo tây nam bờ biển của New South Wales.
Sải cánh dài khoảng 4 mm đối với con cái.
The type species was found on Lophostemon confertus, nhưng là cây chủ đáng nghi ngờ. Chúng có thể ăn lá nơi chúng làm tổ.